# Elecciones generales de Samoa de 1982
Las elecciones generales de Samoa se llevaron a cabo el 27 de febrero de 1982 para escoger a los miembros 47 miembros del parlamento. Fueron las primeras elecciones que contaron con la participación de partidos políticos, concretamente el Partido para la Protección de los Derechos Humanos (HRPP) y el Bloque pro-Tupua, que estaba a favor de continuar con el gobierno de Tuiatua Tupua Tamasese Efi. La votación estaba restringida para los matai y los descendientes de europeos. El HRPP obtuvo una estrecha mayoría absoluta con el 29.3% de los votos válidos y 24 escaños, aumentando exactamente uno con respecto a la elección anterior. Va'ai Kolone, líder y fundador del partido, fue nombrado Primer ministro.

## Resultados
| Partido                                            | Votos  | %    | Escaños | +/- |
| -------------------------------------------------- | ------ | ---- | ------- | --- |
| Partido para la Protección de los Derechos Humanos | 3.482  | 29.3 | 24      | +1  |
| Bloque pro-Tupua                                   | 2.186  | 18.4 | 23      | -1  |
| Independientes                                     | 6.193  | 52.3 | 0       | 0   |
| Votos en blanco/anulados                           | 75     | -    | -       | -   |
| Total                                              | 11.926 | 100  | 47      | 0   |
| Fuente: Nohlen et al.                              |        |      |         |     |